# Ulica Marszałkowska (Varsovie)
Ulica Marszałkowska (littéralement : rue du Maréchal) est l'une des principales artères du centre-ville de Varsovie. Elle relie la Plac Bankowy dans son secteur nord avec Plac Unii Lubelskiej (place de l'Union de Lublin) dans le Sud.

## Histoire
Contrairement à une légende urbaine qui attribue son nom au maréchal Józef Piłsudski, le nom de la rue se rapporte en fait au grand maréchal de la Couronne Franciszek Bieliński (pl),.
La rue Marszałkowska a été créée par Franciszek Bieliński en 1757. Elle était alors plus courte, commençant à partir d'ulica Królewska jusqu'à ulica Widok.
La rue a été presque entièrement détruite lors de l'Insurrection de Varsovie de 1944. La reconstruction de Varsovie après la Seconde Guerre mondiale a coïncidé avec l'émergence du réalisme socialiste, qui a fortement influencé l'architecture urbaine environnante.

## Lieux et édifices remarquables
- Dom Prasy (pl) (n° 3/5)
- Théâtre Rozmaitości (pl) (n° 8)
- Église du Très Saint-Sauveur
- Marszałkowska Dzielnica Mieszkaniowa (pl) (MDM)
- Théâtre Polonia (pl) (n° 56)
- Immeuble Taubenhausa (pl)
- Novotel Warszawa Centrum n° 94/98
- Station Centrum
- Rotonde de la PKO (n° 100/102)
- Borne du kilomètre zéro (pl)
- Galerie Centrum (pl)
- Station Świętokrzyska
- Centrum Marszałkowska (n° 126/134)
- Théâtre Kwadrat (pl) (n° 138)
- Ambassade du Danemark à Varsovie (pl) (n° 142)
- Jardin de Saxe
- Ściana Wschodnia
- Centrum Marszałkowska

## Galerie

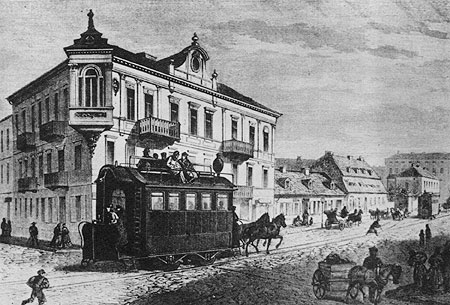
Rue Marszałkowska en 1867
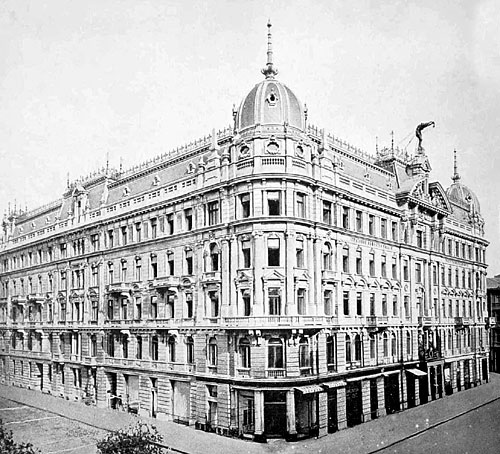
La Compagnie d'assurance Rosja en 1901
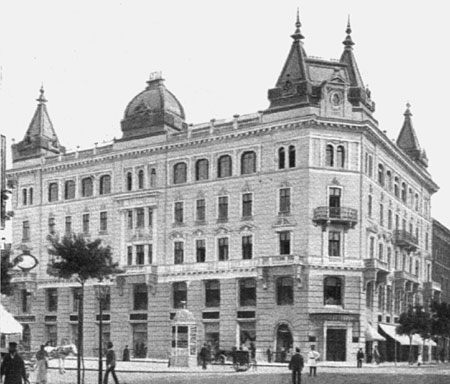
L'immeuble Herse en 1904
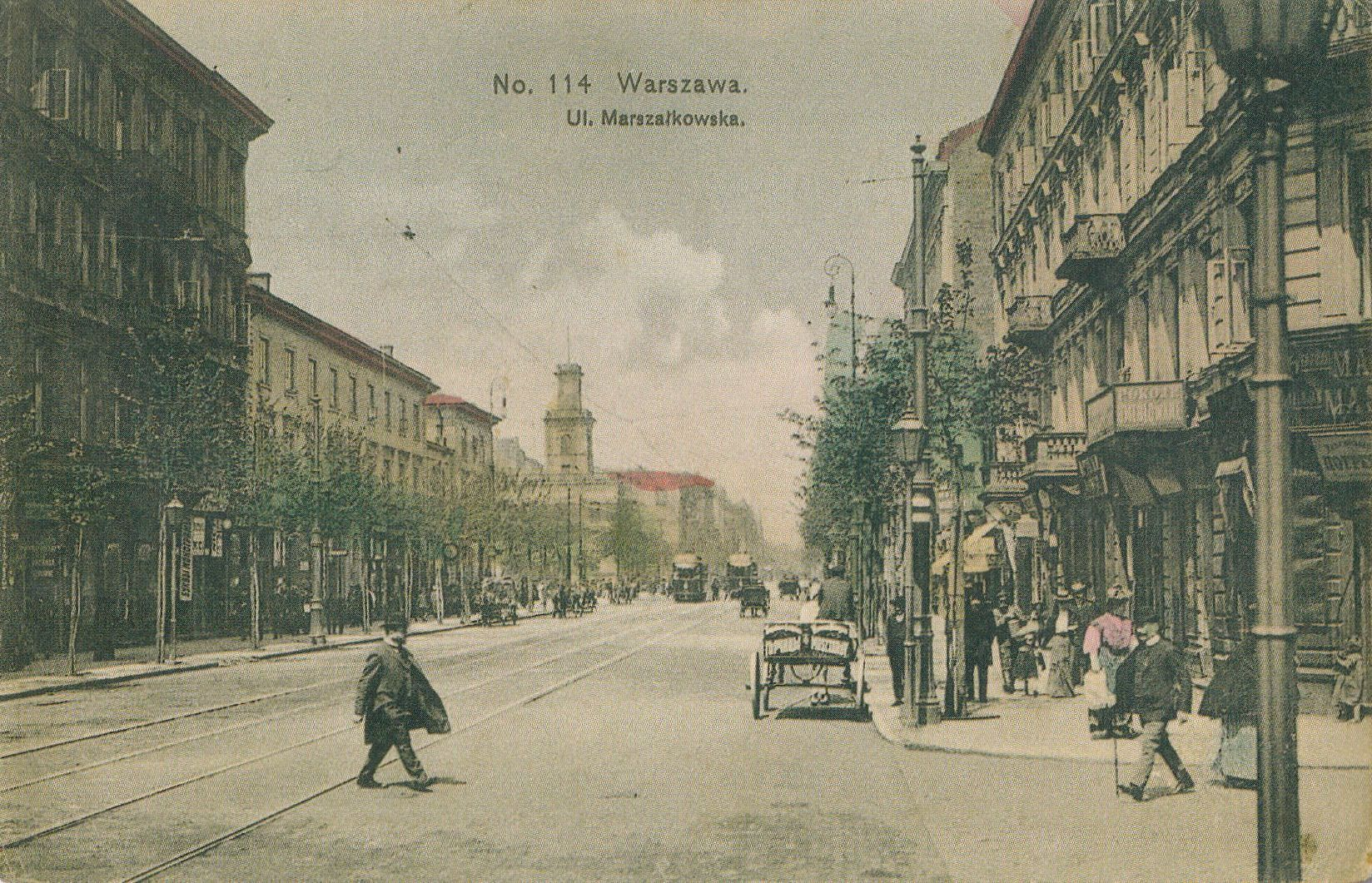
Angle des rues Marszałkowska et Nowogrodzka, vers 1908
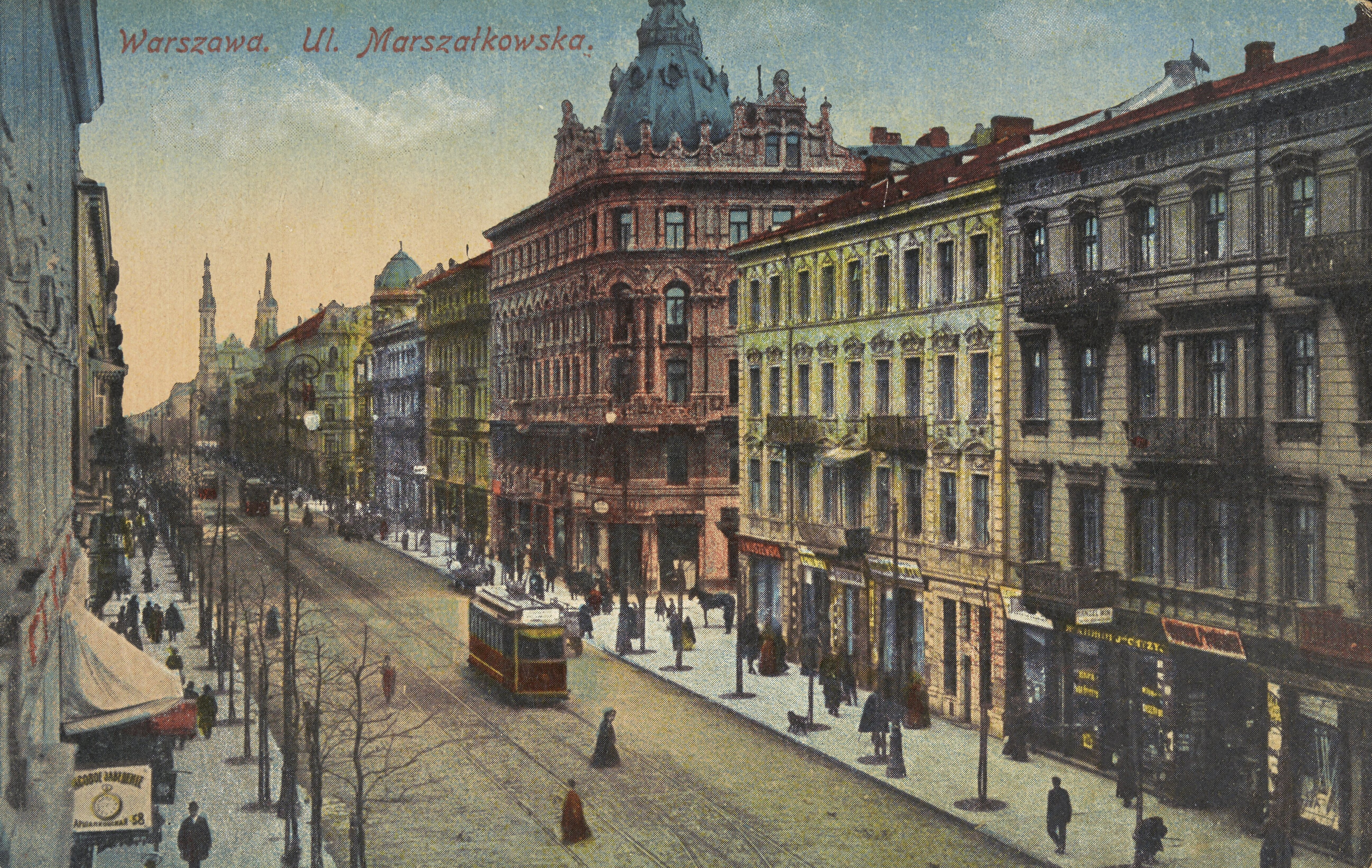
Vue générale de 1912
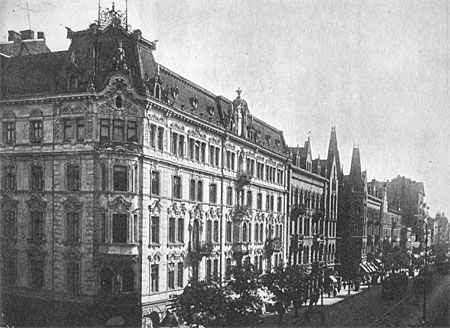
L'immeuble Rothberg en 1914
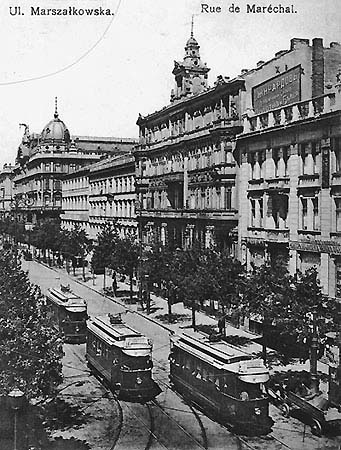
La rue Marszałkowska en 1914
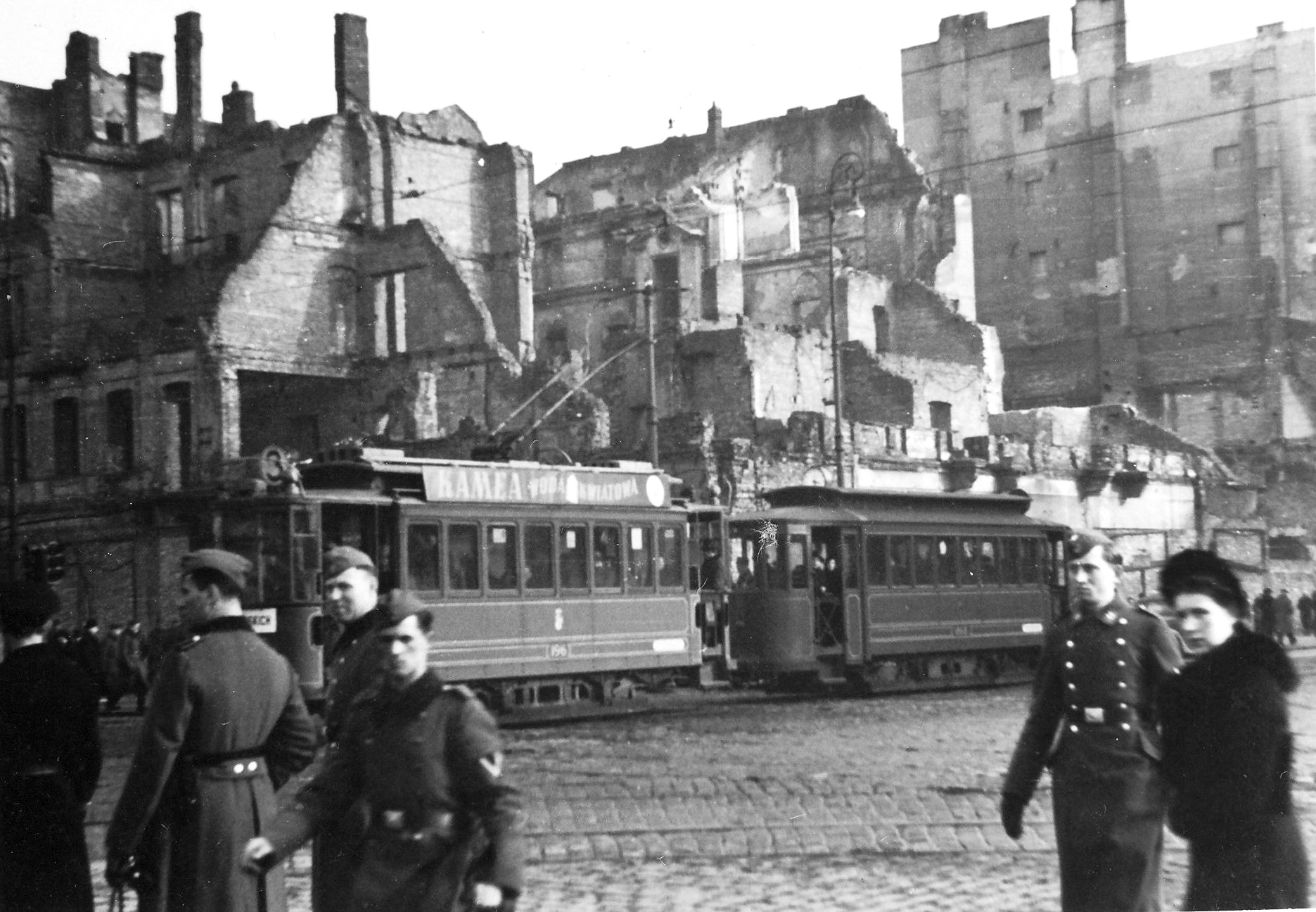
Intersection de la rue Marszałkowska et de l'avenue Jerozolimskie pendant l'occupation allemande.
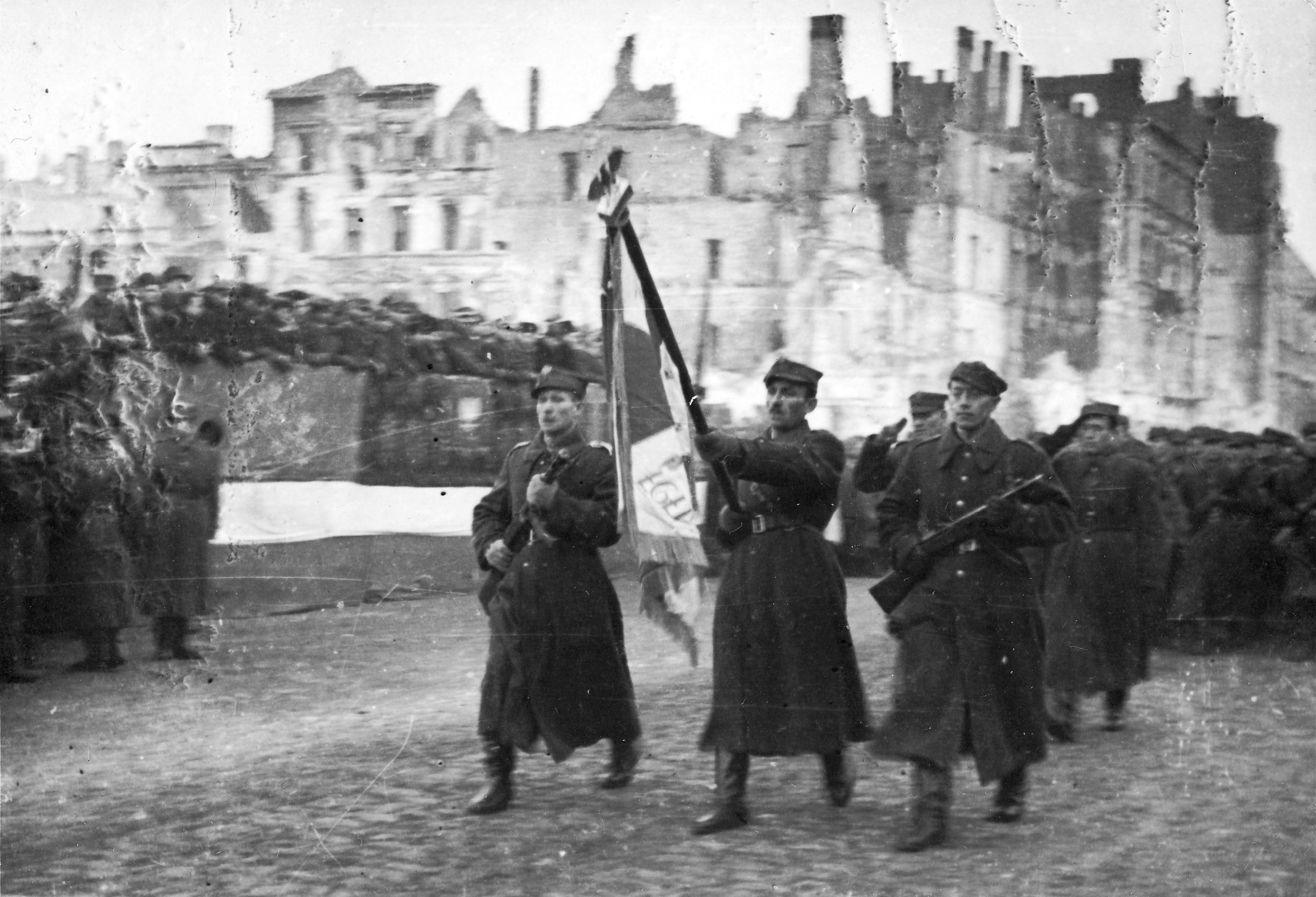
Peu de temps après la guerre de 1945
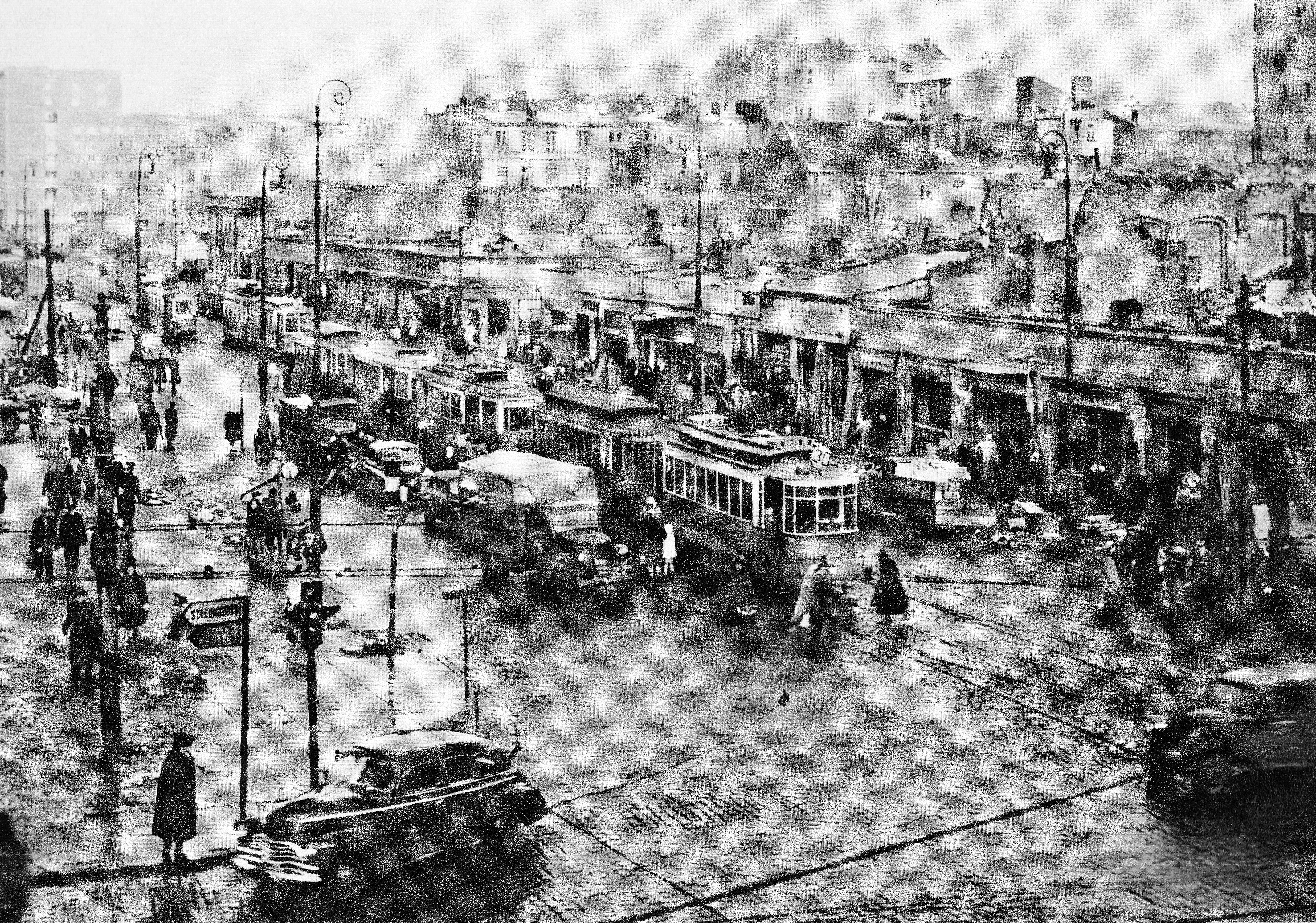
Rue Marszałkowska dans les années 1950
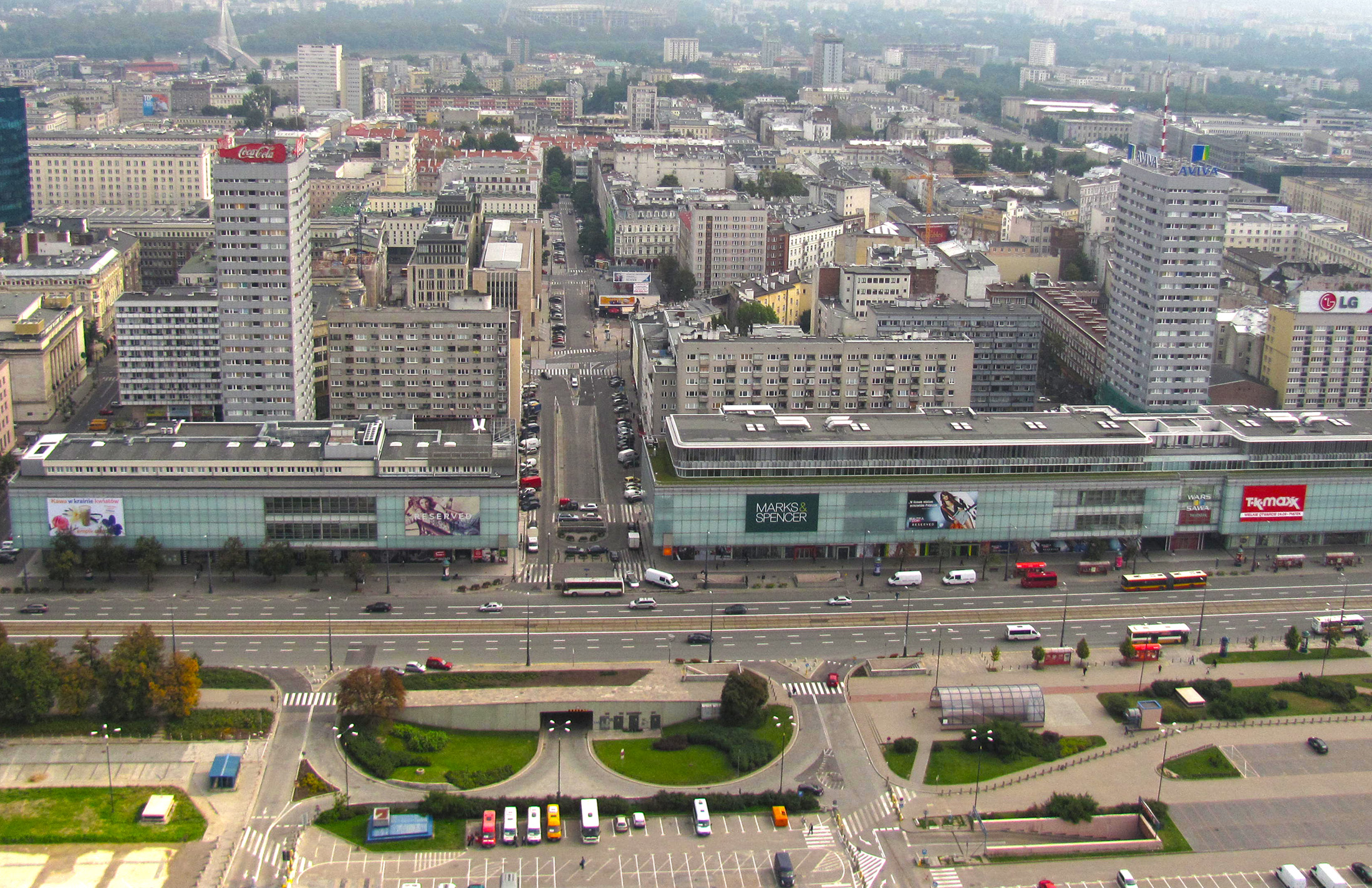
Rue Marszałkowska en 2010